# Hausruck
Hausruck je horský hřbet, který je součástí pásu předalpských plošin a pahorkatin mezi Dunajem a vlastními Alpami. Nachází se v hornorakouské čtvrti Hausruckviertel, která je podle něj pojmenována, mezi městy Ried im Innkreis, Haag am Hausruck a Vöcklabruck. Jeho délka činí asi 30 km. Nejvyšším vrcholem je 801 m vysoký Göblberg. Na jihozápadě na Hausruck navazuje středohoří Kobernaußerwald.

## Popis
Hausruck je hustě zalesněné pohoří, složené především ze slínů a zvětralin. V Ampflwangu se vyskytuje také hnědé uhlí, avšak jeho těžba byla roku 1995 zastavena. Je tu také menší ložisko ropy a zemního plynu u Puchkirchenu.